# Emília Rotter
Emília Rotter (n. 8 septembrie 1906, Budapesta, Austro-Ungaria – d. 27 ianuarie 2003, Budapesta, Ungaria) a fost o patinatoare artistică ce a reprezentat Ungaria, medaliată olimpică. A participat la 2 ediții ale Jocurilor Olimpice (1932, 1936) în care a câștigat două medalii de bronz.